# Сомалийская революционная социалистическая партия
Сомалийская революционная социалистическая партия (сомал. Xisbiga Hantiwadaagga Kacaanka Soomaaliyeed, XHKS, араб. الحزب الاشتراكي الثوري الصومالي‎, англ.  Somali Revolutionary Socialist Party) — правящая и единственная легальная политическая партия Сомалийской Демократической Республики в 1976 — 1991 годах.

## Основание партии
После военного переворота 21 октября 1969 года, официально именовавшегося «Октябрьской революцией», все политические партии Сомали были запрещены. Пришедшая к власти группировка военных во главе с генералом Мохаммедом Сиадом Барре провозгласило курс на строительство социализма.
В 1971 году Сиад Барре заявил о намерении создать правящую партию и связанные с нею общественные организации молодёжи, женщин и т. д., после чего начались подготовка к их созданию. До создания партии вопросами идеологического воспитания населения ведал Национальный комитет по связям с общественностью при Верховном революционном совете, который в 1973 году был заменён Политическим управлением Верховного революционного совета. Он при посредстве министерства информации и национальной ориентации, через его центры ориентации на местах, которые служили целям самообразования, занимался пропагандой идей научного социализма. Верховным революционным советом была также создана неформальная организация «Авангард революции», вероятно, по образцу аналогичной организации «Авангард социалистов», существовавшей в Арабском социалистическом союзе Египта. Она объединяла военных и гражданских деятелей, близких к власти и, хотя бы формально, разделявших идеалы социализма
27 июня 1976 года в Могадишо открылся I Учредительный съезд авангардной партии трудящихся. Съехавшиеся на съезд 3000 военных и гражданских делегатов избрали Высший совет из 76 человек, основу которого составили 19 офицеров во главе с Сиадом Барре. Совет стал выполнять функции центрального комитета новой партии.
1 июля на съезде было объявлено о создании Сомалийской революционной социалистической партии. Съезд принял Устав и Программу СРПС, избрал её руководящие органы. Учредительный съезд распустил Верховный революционный совет и назначил Сиада Барре президентом Сомалийской Демократической Республики. Полномочия высшего органа власти были временно переданы Центральному комитету СРСП. 3 июля съезд был завершён. Политическое управление Верховного революционного совета было также распущено, его функции теперь должны были выполнять местные партийные комитеты.

Плакат СРСП с эмблемой партии. Под изображением генерала Сиада Барре видны национальный флаг Сомали, знамёна Сомалийского революционного союза молодёжи и Демократической организацией сомалийских женщин. Различимы надписи «марксизм» и «ленинизм»

В октябре — декабре 1976 года были проведены учредительные областные и районные партийные конференции, на которых были избраны местные партийные органы. В январе 1977 года новая партия официально насчитывала 13.500 членов. В марте — мае 1977 года были созданы дочерние организации СРСП — Союз сомалийской революционной молодёжи и Демократическая федерация сомалийских женщин.

## История СРСП
Формальное проведение учредительного съезда развеяло иллюзии части левонастроенной интеллигенции Сомали и раскололо местных сторонников социализма. Часть левых политиков эмигрировала, другие продолжали критиковать режим и демонстративно отращивали бороды по образцу Фиделя Кастро, за что получили прозвище «маленькой бородатой группы» или «Gadhyarayal». Они постоянно находились под наблюдением службы безопасности «Baadhista xisbiga». Кроме того, создание СРСП не оправдало надежд и самого Сиада Барре на то, что общенациональные интересы станут теперь превыше клановых интересов. Наоборот, вытеснение любой политической активности сделало собрания кланов единственными местами прямого обсуждения проблем страны и повысило их роль. Поскольку руководство партии было представлено только народностями марехан, долбаханта и огадени из клана дород, социальная база режима заведомо сузилась. Разразившаяся через год после создания партии неудачная война с Эфиопией и разрыв отношений с СССР ослабили позиции Сиада Барре и вызвали замешательство в партии, ориентировавшейся на мировое коммунистическое движение. 9 апреля 1978 года Сиад Барре едва не был свергнут во время попытки переворота, после чего он совершил ряд поездок по стране и обещал возврат страны к парламентской системе, что ставило будущее СРСП под вопрос. Однако парламентская система в планах Сиада Барре не означала многопартийности. В январе 1979 года состоялся Чрезвычайный съезд СРСП. Он одобрил проект новой конституции и рекомендации по Трёхлетнему плану экономического развития 1979 −1981 гг., утвердил резолюции по внешней политике и социально-экономическим вопросам. Вступившая в силу 23 сентября 1979 года Конституция Сомалийской Демократической Республики (принята на референдуме 29 августа) закрепила однопартийную систему и руководящую роль СРСП. Все избранные в декабре того же года члены Национального собрания были членами партии. Но положение в Сомали ухудшалось и 21 октября 1980 года в стране было введено чрезвычайное положение, была частично отменена Конституция 1979 года, а власть на местах передана областным и районным революционным советам. В рамках «исправления ошибок, допущенных при проведении революции» был восстановлен Верховный революционный совет, который стал дублировать функции высших партийных органов. В 1981 году продолжилось снижение роли партии, её активности и влияния на жизнь страны. В феврале того же года СРСП вступила в Африканский социалистический интернационал, объединение социал-демократического направления, куда входили далёкие от марксизма Социалистическая дустуровская партия Туниса, Социалистическая партия Сенегала и пр.
Тем временем в стране развернулось повстанческое движение. 1982 год был объявлен «годом преодоления отставания и беспорядков», и 1 марта был реорганизован аппарат ЦК СРСП и ревизионной комиссии. 7 июня 1982 года были смещены с постов член Политбюро ЦК СРСП 3-й вице-президент М. А. Абукар и другие высшие руководители. В августе прошёл очередной II съезд СРСП. В январе 1983 года «с целью упорядочения деятельности партийных органов» были произведены перестановки в Центральном комитете СРСП. Делегации СРСП посетили в мае 1985 года КНР и в декабре США. В ноябре 1986 года прошёл очередной III съезд СРСП. Он рассмотрел вопросы деятельности партии, проблемы политики, экономики, обороны, безопасности и социального развития Сомали. Сиад Барре был переизбран генеральным секретарём ЦК СРСП на очередные пять лет.
Заключённое в апреле 1988 года соглашение с Эфиопией, которая обязалась не поддерживать более сомалийских оппозиционеров, привело к обратному результату. Сомалийские повстанцы были вынуждены перебазироваться с баз на эфиопской территории на территорию Сомали. Там, опираясь на клан иссак, они развернули войну против режима Сиада Барре. Правительственная армия не смогла восстановить контроль над севером страны, в Могадишо развернулась клановая борьба, направленная против клана марехан, к которому принадлежал Сиад Барре. В декабре 1989 года внеочередной пленум ЦК СРСП восстановил в стране многопартийность, внёс соответствующие поправки в Конституцию и постановил провести до конца 1990 года парламентские выборы на многопартийной основе. Однако эти меры уже не принесли результата. 27 января 1991 года режим Мохаммеда Сиада Барре пал, и Сомалийская революционная социалистическая партия перестала существовать.

## Идеология

Эмблема СРСП на фоне силуэта «Великого Сомали»

Сомалийскую революционную социалистическую партию, создававшуюся в условиях ориентации на СССР и КПСС, в Советском Союзе первоначально относили к «авангардным партиям трудящихся». В советской классификации это означало, что её идеологической основой является марксизм-ленинизм, что она строиться на тех же началах, что и другие марксистско-ленинские партии. Это предполагало индивидуальный приём в партию по классовой принадлежности, действие принципа демократического централизма, строгую партийную дисциплину. В перспективе, по мере устранения недостатков и реализации этих принципов такая партия должна была перерасти в марксистско-ленинскую партию.
Программа Сомалийской революционной социалистической партии, принятая в 1976 году, гласила, что Сомали приступило к «построению социалистического общества». При этом она гарантировала сохранение в стране частной собственности и сохранение частного и смешанного секторов экономики. Программа закрепляла принцип пансомализма и ставила целью добиваться объединения этнических сомалийцев в единое государство «Великое Сомали», которое включало бы спорные территории соседних стран — Эфиопии, Кении и Джибути.
Создание марксистской партии не отменяло и роли ислама в жизни общества, хотя с 1970 года официальная пропаганда перестала представлять его, как одну из идейных основ режима. Сиад Барре в 1974 году так определял отношение к мусульманской религии: «Если и ислам, и социализм имеют целью справедливость, равенство и улучшение жизней людей, кто может сказать мне, чем они отличаются? Где они противоречат друг другу? Какой вред от следования исламу в то самое время, когда вводится социализм как экономическая и политическая система, которая может привести нашу страну к успеху? Я сказал бы, что никакого».
После поражения в Огаденской войне и разрыва отношений с СССР идеология партии стала менее определённой. Сомали переориентировалась на США и арабские страны с консервативными режимами и декларирование приверженности принципам марксизма-ленинизма стало неуместным. В феврале 1981 года на учредительном съезде в Тунисе СРСП вступила в Африканский социалистический интернационал, идейной основой которого был провозглашён демократический социализм, члены которого отвергали концепцию классовой борьбы и в который принимали партии, даже не упоминавшие социализм в своих программах. Это могло означать формальный отказ от марксизма при сохранении ориентации на какую-либо модель социализма.

## Структура
Сомалийская революционная социалистическая партия создавалась по образцу «ленинской партии нового типа». Высшим органом СРСП считался съезд партии, который собирался один раз в пять лет. Он избирал Центральный комитет СРСП в составе 73 человек. ЦК СРСП избирал Политическое бюро ЦК СРСП из пяти человек. Генеральный секретарь ЦК СРСП избирался съездом на срок в пять лет.
| Политбюро Центрального комитета Сомалийской революционной социалистической партии |                                                                                            | |
| Имя                                                                               | Партийная должность                                                                        | Государственный пост |
| генерал-майор Мохаммед Сиад Барре                                                 | Генеральный секретарь СРСП                                                                 | Президент Сомалийской Демократической Республики                                                                                        |
| генерал-лейтенант Мохаммед Али Самантар                                           | член Политбюро ЦК СРСП                                                                     | Вице-президент Сомалийской Демократической Республики, государственный секретарь по делам обороны                                       |
| генерал-майор Хусейн Кулмие Афрах                                                 | член Политбюро ЦК СРСП                                                                     | 2-й вице-президент Сомалийской Демократической Республики (с 1982 года), государственный секретарь внутренних дел (до 1976 года)        |
| бригадный генерал Ахмед Сулейман Абдулла                                          | член Политбюро ЦК СРСП                                                                     | председатель Комитета национальной безопасности Сомалийской Демократической Республики, с 1980 года — министр национальной безопасности |
| бригадный генерал Исмаил Али Абукар                                               | член Политбюро ЦК СРСП (до 7 июня 1982 года)                                               | |
| бригадный генерал Ахмед Махмуд Фарах                                              | заведующий международным отделом ЦК СРСП (1979—1981), член Политбюро ЦК СРСП (с 1984 года) | заместитель премьер-министра |
| Абдирахман Джама Барре                                                            | член Политбюро ЦК СРСП (с 1987 года)                                                       | министр иностранных дел |

В программе СРСП было заявлено, что она является руководящей, авангардной силой страны, в то же время в ней закреплялась важная роль армии в жизни общества. Партия руководила профсоюзами, Сомалийским революционным союзом молодёжи и Демократической организацией сомалийских женщин.
По образцу КПСС Сомалийская революционная социалистическая партия была построена по территориально-производственному принципу. Партийными органами на местах были комитеты СРСП 15 провинций, районные партийные комитеты СРСП (избраны на конференциях осенью 1976 года) и партийные комитеты предприятий и организаций.
Центральный комитет Сомалийской революционной социалистической партии состоял из 73 человек, бывших членов Высшего революционного совета, министров и прочих видных деятелей.
Он выдвигал кандидата на пост президента, которого избирало на 7 лет Национальное собрание, контролировавшееся партией, одобрял вместе с Национальным собранием программу правительства, контролировал деятельность областных и районных народных советов. Он также имел право вносить поправки в Конституцию, если они не затрагивали республиканской формы правления, социалистического выбора страны, её территориальной целостности и не противоречили фундаментальным правам человека и гражданина (ст. 112 ч. VI Конституции 1979 года). Центральный комитет СРСП вместе с Национальным собранием одобрял ратификацию президентом республики международных соглашений (ст.82 Конституции 1979 года). Через первичные партийные комитеты партия контролировала армию, силы безопасности, банки, страховые компании, таможни, предприятия, зарубежные представительства Сомали. Рядовые члены партии обязаны были выполнять директивы Политбюро ЦК СРСП, передаваемые через Центральный комитет и фактически не участвовали в обсуждении партийных и политических вопросов.
Действовал Институт политических наук ЦК СРСП, который в 1977—1978 годах возглавлял член ЦК СРСП полковник Ахмед Махмуд Фарах, будущий член Политбюро.
Органами партийной печати СРСП были газета «Хорсед» («Авангард») и журнал «Халган» («Борьба», орган ЦК СРСП), выходившие на сомалийском, арабском и английском языках.
Символом партии стали скрещенные молот и мотыга, символизирующие союз рабочих и крестьян, под белой звездой на голубом фоне (цвет национального флага), обрамлённые пальмовыми листьями. Под ними располагалась красная лента, на которой иногда помещали аббревиатуру партии.
В реальности власть в стране продолжала оставаться в руках генерала Сиада Барре и его ближайших соратников, роль Центрального комитета СРСП, как и государственных представительных органов, была формальной.

## Однопартийная система

Пропагандистский плакат СРСП

Конституция 23 сентября 1979 года, принятая на референдуме 29 августа 1979 года, закрепляла руководящую роль Сомалийской революционной социалистической партии в жизни страны. Она объявлялась единственной законной партией Сомали, создание других партий и политических организаций было запрещено (п.1 ст.7.). СРСП также предоставлялась высшая власть в области политики и социально-экономической жизни Сомалийской Демократической Республики (п.2 с.7). Однако это не помешало оппозиции создать в октябре 1981 года Демократический фронт спасения Сомали, а затем и другие организации, после чего СРСП фактически перестала быть единственной партией Сомали.

## Съезды Сомалийской революционной социалистической партии
- I (Учредительный) съезд  — 27 июня — 3 июля 1976 года, Могадишо;
- Чрезвычайный съезд — январь 1979 года, Могадишо;
- II съезд — август 1982 года, Могадишо;
- III съезд — ноябрь 1986 года, Могадишо.